# Contaminação por ouro
A Contaminação por ouro é o efeito tóxico do ouro que ocorre quando o ouro é administrado ao corpo. Geralmente é administrado para artrite reumatoide, artrite reumatoide juvenil ou artrite psoriática. Também é denominada como "envenenamento por ouro", "Envenenamento por metais pesados devido ao ouro" e "intoxicação devido ao ouro".  

## Definição e casos
O ouro é geralmente administrado para reduzir a dor e o inchaço nas articulações. Em muitos, o tratamento com ouro ajuda a diminuir a deformidade articular e a incapacidade articular. Embora, em cerca de 50% dos indivíduos, as injeções possam não ser uma ferramenta de tratamento eficaz.  
Indivíduos com o genótipo HLA-DR3 têm um risco maior de toxicidade induzida por ouro, em razão de terapia. Nesses indivíduos, pode ocorrer toxicidade renal e disfunção plaquetária Os efeitos a longo prazo da toxicidade do ouro podem incluir inflamação do fígado, cor da pele cinza-azulada e úlceras na boca. Também pode haver supressão da medula óssea, resultando em infecções frequentes.  
Parar ou descontinuar o uso da terapia com ouro é a primeira linha de tratamento para a toxicidade do ouro. O tratamento para artrite com ouro pode ser retomado, se os efeitos colaterais melhorarem e desaparecerem O prognóstico da toxicidade do Ouro é geralmente bom com diagnóstico e tratamento precoce apropriados, incluindo a interrupção da terapia com ouro causadora.  
Pode afetar indivíduos de qualquer idade, incluindo crianças e adultos. É uma condição rara, não havendo especificidade por preferência específica por nenhum gênero (tanto homens quanto mulheres são afetados) e, também, todos os grupos raciais e étnicos são afetados e nenhuma predileção é observada. 
O ouro é possivelmente o mais antigo e, em seu mais recente uso, como veículo de transporte para a terapia gênica, um dos agentes mais modernos de toda a moderna  medicina. A sua administração a seres humanos é tanto deliberada como inadvertida. É universalmente reconhecido como o mais inerte dos metais, mas pode ser sensibilizante. A aplicação clínica mais ampla de ouro, como na artrite reumatóide,  deriva de uma premissa totalmente falha. É empregado clinicamente para efetuar a supressão imunológica, mas pode gerar toxicidades decorrentes da imunoestimulação. 
Para completar esta série de paradoxos, a toxicidade do ouro, ao contrário da maioria dos produtos farmacêuticos, é, em geral, não previsivelmente relacionada aos níveis que atinge nos tecidos corporais. Consequentemente, a farmacologia e a toxicologia do ouro são notavelmente complexas. Descobertas laboratoriais recentes sobre o metabolismo do ouro enfatizaram as importantes diferenças metabólicas entre seus três estados de oxidação (0, I e III). 

## Fatores de risco e etiologia
Os fatores de risco para Toxicidade do Ouro podem incluir: Indivíduos com artrite reumatóide, artrite reumatóide juvenil ou artrite psoriática que recebem terapia de ouro (a longo prazo); A presença do genótipo HLA-DR3 é um fator de risco. 
É importante observar que ter um fator de risco não significa que alguém terá a condição. Um fator de risco aumenta as chances de contrair uma condição em comparação com um indivíduo sem os fatores de risco. Alguns fatores de risco são mais importantes do que outros. Além disso, não ter um fator de risco não significa que um indivíduo não terá a condição. 
A toxicidade do ouro é causada pela administração de terapia à base de ouro como parte do tratamento para artrite reumatóide, artrite reumatóide juvenil ou artrite psoriática, geralmente por vários anos. 
A terapia com ouro geralmente é administrada na forma de injeções, mas também pode ser administrada por via oral (em forma de cápsula). Ajuda a reduzir a inflamação das articulações e a dor causada pela artrite. Quando o ouro é injetado nos músculos, eles viajam para diferentes partes do corpo causando toxicidade, já que o ouro é um corpo estranho. A terapia com ouro pode ser administrada no início do curso da doença, quando outras medidas de tratamento, como esteróides e analgésicos de venda livre, não funcionam. 

## Sintomas e Diagnóstico
Os efeitos colaterais da terapia com ouro ocorrem em cerca de 1 em cada 3 indivíduos. Em alguns indivíduos, efeitos colaterais imediatos (denominados reação nitritoide) são observados após a terapia com ouro. 
Os sinais e sintomas podem incluir: Inflamação da pele ou dermatite; Danos nos rins ou nefrite;  Danos à função plaquetária causando trombocitopenia Púrpura; Inflamação dos vasos sanguíneos, conhecida como vasculite; Nódulos linfáticos aumentados ou linfadenopatia; Prurido ou coceira; Proteinúria ou presença de proteína na urina; Os cabelos, unhas e lábios geralmente não são afetados. 
Na maioria dos casos, os sinais e sintomas são leves e desaparecem por conta própria. Em alguns casos, pode ser grave e, adicionalmente, resultar no seguinte: Baixa pressão arterial; Náusea; Perda de consciência.  
Os sinais e sintomas associados  a longo prazo (que geralmente são duradouros) podem incluir: Descoloração cinza-azulada da pele nas áreas expostas ao sol. Isso é conhecido como crisíase e é uma condição irreversível; O aumento da pigmentação também pode ocorrer no cristalino/córnea do olho; uma condição chamada crisíase ocular;  Aftas; Inflamação do fígado ou hepatite; Supressão da medula óssea levando a anemia e infecções frequentes.  
Além disso, pode haver sinais e sintomas de artrite reumatóide subjacente, artrite reumatóide juvenil ou artrite psoriática.  
O diagnóstico pode envolver: 
- Um exame físico completo e uma avaliação do histórico médico do indivíduo, incluindo histórico e tratamento de artrite reumatóide ou artrite psoriática
- Tomografia computadorizada e ressonância magnética.
- Biópsia de tecido da região afetada: Uma biópsia de tecido é realizada e enviada a um laboratório para exame patológico. O patologista examina a biópsia ao microscópio. Depois de reunir achados clínicos, estudos especiais em tecidos (se necessário) e com achados de microscópio, o patologista chega a um diagnóstico definitivo [5]

Muitas condições clínicas podem ter sinais e sintomas semelhantes.  

## Complicações, tratamento e prevenção
As complicações associadas à toxicidade do ouro podem incluir: A diarreia pode resultar da terapia com medicamentos orais (ouro);  Complicações neurológicas, como neuropatias graves;  Toxicidade severa do ouro, resultando em muitos órgãos vitais afetados, incluindo rins, fígado e sangue;  Indivíduos com HLA-DR3 têm maior chance de desenvolver toxicidade renal (nefropatia) e disfunção plaquetária causando trombocitopenia imune; O envenenamento por ouro pode destruir a função dos gânglios linfáticos;  Necrose extensa do fígado; Raramente, pode causar ataques cardíacos e derrames. 
A interrupção da terapia com ouro (ou injeções intramusculares) responsável pelos efeitos colaterais pode resultar na melhora dos sinais e sintomas  e também ajudar a interromper sua progressão. Outras medidas de tratamento para a condição incluem tratamento sintomático e consideração de terapia alternativa para artrite reumatóide ou artrite psoriática. Em muitos casos, a terapia com ouro é interrompida por um período de tempo para que os sinais e sintomas o melhorem, e o tratamento é então retomado. Se os efeitos colaterais retornarem, o indivíduo não é candidato à terapia com ouro e deve ser evitado. 
Atualmente, não há métodos ou diretrizes específicas para prevenir a Toxicidade do Ouro. As injeções de terapia à base de ouro que causaram a condição podem ser descontinuadas ou medicamentos alternativos usados. O prognóstico da doença é geralmente bom com a descontinuação da terapia com ouro ofensiva, seguida de tratamento adequado.  No entanto, o prognóstico também está associado à gravidade da doença o e à artrite reumatoide ou artrite psoriática subjacente. 
Visitas regulares de acompanhamento com os profissionais de saúde são importantes: o diagnóstico precoce e o tratamento da doença podem prevenir o agravamento ou efeitos colaterais agudos devido ao envenenamento por ouro. 